# 金竹里 (高雄市)
金竹里位於臺灣高雄市內門區，北邊與東邊跟杉林區的木梓里、杉林二里相鄰，南邊隔著溝坪溪與溝坪里接壤，至於西邊則有一部分與臺南市南化區的東和里相接。該里地形三面有高山聳立，有不少縱谷，而在中央為一狹窄的丘陵谷地。里名是1945年行政區劃分時取自里內「金瓜寮」與「竹圍仔」兩大聚落的首字而來，原稱「金竹村」，後在2010年因行政區劃改制而變更為里。內門區溝坪里與金竹里，為大傑巔社部落，地名仍有如「頭社」、「社地」等命名。

## 聚落
- 竹圍仔：位居該里中南部，因過去先民曾在此於住宅周圍植竹為籬來防衛野獸、土匪而得名[2]。
- 金瓜寮：位於該里東北部，名稱據說是過去先民在住家附近種植金瓜，其藤蔓長滿屋頂，故結實時連屋頂上都是金瓜，因而得名[2]。
- 百二坑：位於該里北邊，木梓山南麓，其名稱由來據說是因周圍有眾多的山谷（坑）[2]。
- 田仔頂：位於該里北邊，木梓山南麓，因位於山腰的梯田之上而得名，該聚落亦是內門區內所在海拔最高的聚落[2]。
- 大竹崙：位於該里西北，因過去此地為長滿粗大竹子的山坡而得名[2]。
- 頂公館：位於竹圍仔北邊，金竹國小的西北，名稱由來據說是清朝時曾在此設過一間公館之故[2]。
- 狗屎坑：位於全里東南邊，竹圍仔的東邊，為一處谷地，其名稱由來據說是過去這裡尚未有人居住時此地有很多野狗出沒，遂有很多狗屎而得名[2]。

## 宗教信仰
- 大厝元帥壇（竹圍仔）：主祀中壇元帥及清水祖師。
- 竹圍金龍寺（竹圍仔）：主祀觀音佛祖。
- 天山文衙殿（竹圍仔）：主祀文衡帝君。
- 協天觀音寺（大竹崙）：主祀協天大帝、觀音佛祖及中壇元帥。
- 竹峯宮（金瓜寮）：主祀保生大帝。
- 月慧山觀音禪院（金瓜寮）：主祀千手千眼觀世音菩薩及三清道祖。

## 學校
- 高雄市內門區金竹國民小學

## 農特產
本里產業以農業為主，主要特產有荔枝、龍眼、鳳梨、番石榴、香蕉、芒果、西印度櫻桃等。